# Zdzisław Skalski
Zdzisław Skalski (ur. 18 maja 1915 w Krakowie, zm. 24 czerwca 2001 tamże) – polski piłkarz występujący na pozycji napastnika.
Skalski był wychowankiem Sparty Kraków, w której występował w latach 1931–1936. W 1937 zasilił pierwszoligową Cracovię. W „Pasach” zadebiutował 23 maja 1937 roku w wygranym 2:0 meczu z Wartą Poznań, zaś pierwszą bramkę strzelił 24 kwietnia 1938 roku w wygranym 5:2 spotkaniu z tą samą drużyną. Skalski zdobył z Cracovią w 1937 mistrzostwo Polski. Karierę piłkarską zakończył w wyniku kontuzji po fauli Władysława Lemiszki. Skalski był absolwentem prawa na Uniwersytecie Jagiellońskim (1945) i pracował w charakterze radcy prawnego. W latach 50. był kierownikiem Cracovii.

## Statystyki klubowe
| Sezon | Klub     | Liga   | Liga krajowa | Liga krajowa |
| ----- | -------- | ------ | ------------ | ------------ |
| Sezon | Klub     | Liga   | Mecze        | Bramki       |
| 1937  | Cracovia | I Liga | 10           | 0            |
| 1938  | Cracovia | I Liga | 17           | 6            |
| 1939  | Cracovia | I Liga | 1            | 0            |
| Razem | Razem    | Razem  | 28           | 6            |

## Sukcesy

### Cracovia
- Mistrzostwo Polski w sezonie 1937